# Едсон Баддл
Едсон Майкл Баддл (англ. Edson Michael Buddle, нар. 21 травня 1981, Нью-Рошелл, США) — колишній американський футболіст, що грав на позиції нападника.
Виступав, зокрема, за клуби «Коламбус Крю» та «Лос-Анджелес Гелаксі», а також національну збірну США.

## Клубна кар'єра
У дорослому футболі дебютував 1999 року виступами за команду клубу «Лонг Айленд Руг Райдерз», в якій провів один сезон, взявши участь у 26 матчах чемпіонату.
Своєю грою за цю команду привернув увагу представників тренерського штабу клубу «Коламбус Крю», до складу якого приєднався 2001 року. Відіграв за команду з Колумбуса наступні п'ять сезонів своєї ігрової кар'єри. Більшість часу, проведеного у складі «Коламбус Крю», був основним гравцем атакувальної ланки команди.
Згодом з 2006 по 2007 рік грав у складі команд клубів «Нью-Йорк Ред Буллз» та «Торонто».
2007 року уклав контракт з клубом «Лос-Анджелес Гелаксі», у складі якого провів наступні чотири роки своєї кар'єри гравця. Граючи у складі «Лос-Анджелес Гелаксі» також здебільшого виходив на поле в основному складі команди. В новому клубі був серед найкращих голеодорів, відзначаючись забитим голом в середньому щонайменше у кожній третій грі чемпіонату.
Протягом 2011—2015 років захищав кольори клубів «Інгольштадт 04», «Лос-Анджелес Гелаксі» та «Колорадо Репідс».
Завершив професійну ігрову кар'єру у клубі «Лос-Анджелес Гелаксі», у складі якого вже виступав раніше. Прийшов до команди 2015 року, захищав її кольори до припинення виступів на професійному рівні того ж року.

## Виступи за збірні
2001 року залучався до складу молодіжної збірної США. На молодіжному рівні зіграв у трьох офіційних матчах, забив один гол.
2003 року дебютував в офіційних матчах у складі національної збірної США. Протягом кар'єри у національній команді, яка тривала 10 років, провів у формі головної команди країни одинадцять матчів, забивши три голи.
У складі збірної був учасником чемпіонату світу 2010 року у ПАР.